# Diagram QAPF
Diagram QAPF jest graficznym przedstawieniem klasyfikacji skał magmowych (głębinowych, wulkanicznych, żyłowych).
W drugiej połowie lat 60. Międzynarodowa Unia Nauk Geologicznych (IUGS), a dokładniej Podkomisja do Spraw Systematyki Skał Magmowych rozpoczęła prace nad ujednoliceniem klasyfikacji i nomenklatury tych skał. Stronę polską reprezentował prof. Kazimierz Smulikowski.
W pierwszej kolejności ustalono klasyfikację skał plutonicznych. Klasyfikację skał wylewnych, lamprofirów, karbonatytów i skał melilitowych opublikował w 1978 roku przewodniczący komisji Albert Streckeisen.

Ostatecznie klasyfikacja skał wylewnych powstała w 1984 roku na podstawie składu chemicznego – klasyfikacja TAS (Total Alcali Silica). 
Diagram QAPF jest kombinacją dwóch trójkątów o narożach QAP i APF. Każde naroże jest sumą procentową równą 100% odpowiadając poszczególnym składnikom gdzie:
- Q – kwarc
- A – skalenie alkaliczne (alkali feldspar): ortoklaz, mikroklin, pertyt, anortoklaz, albit o zawartości An 0-5%
- P – plagioklazy o zawartości An 5-100%
- F – skalenoidy (foidy): leucyt, nefelin, sodalit, nosean, hauyn, kankrynit, analcym

- M – oznacza minerały maficzne, do których zaliczamy łyszczyki, amfibole, pirokseny, oliwiny, cyrkon, apatyt, tytanit, epidot, granaty, melilit, monticellit, oraz węglany pierwotne.

Dla przykładu skała zbudowana z kwarcu (Q) w proporcjach od 90 do 100% będzie klasyfikowana jako kwarcolit.
Klasyfikacja skał z M < 90% opiera się na proporcji minerałów jasnych, natomiast M > 90% (od 90 do 100%) uwzględnia stosunek ilościowy minerałów ciemnych. Skały z M < 90% są klasyfikowane na podstawie swojego położenia w podwójnym trójkącie QAPF, gdzie w górnym trójkącie Q + A + P = 100, a w dolnym A + P + F = 100.

## Skały głębinowe

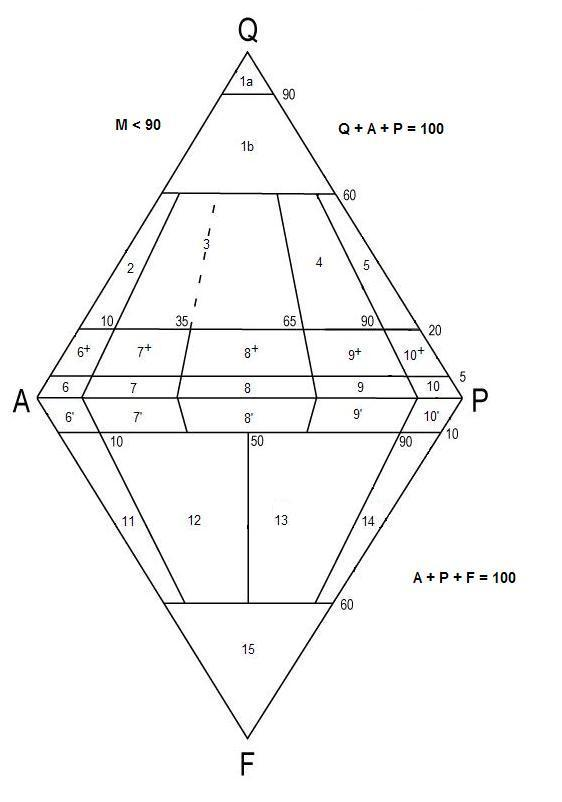
Schemat klasyfikacyjny IUGS skał głębinowych w podwójnym trójkącie QAPF

Opis ponumerowanych pól (cyfry w środku pola oznaczają numer skały, natomiast liczby umieszczone w narożach i na krawędziach pól oznaczają skład procentowy poszczególnych składników QAPF):
- 1 – kwarcolit
- 1b – kwarcowe granitoidy
- 2 – alkaliczno-skaleniowy granit
- 3 – granit
- 4 – granodioryt
- 5 – tonalit
- 6+ – kwarcowy alkaliczno-skaleniowy syenit
- 7+ – kwarcowy syenit
- 8+ – kwarcowy monzonit
- 9+ – kwarcowy monzodioryt i kwarcowe monzogabro
- 10+ – kwarcowy dioryt i kwarcowe gabro
- 6 – alkaliczno-skaleniowy syenit
- 7 – syenit
- 8 – monzonit
- 9 – monzodioryt i monzogabro
- 10 – dioryt i gabro
- 6' – foidonośny alkaliczno-skaleniowy syenit
- 7' – foidonośny syenit
- 8' – foidonośny monzonit
- 9' – foidonośny monzodioryt i foidonośne monzogabro
- 10' – foidonośny dioryt i foidonośne gabro
- 11 – foidowy syenit
- 12 – foidowy monzosyenit
- 13 – foidowy monzodioryt i foidowe monzogabro oba nazywane są również jako esseksyt
- 14 – foidowy dioryt i foidowe gabro
- 15 – foidolity

## Skały wulkaniczne(wylewne)

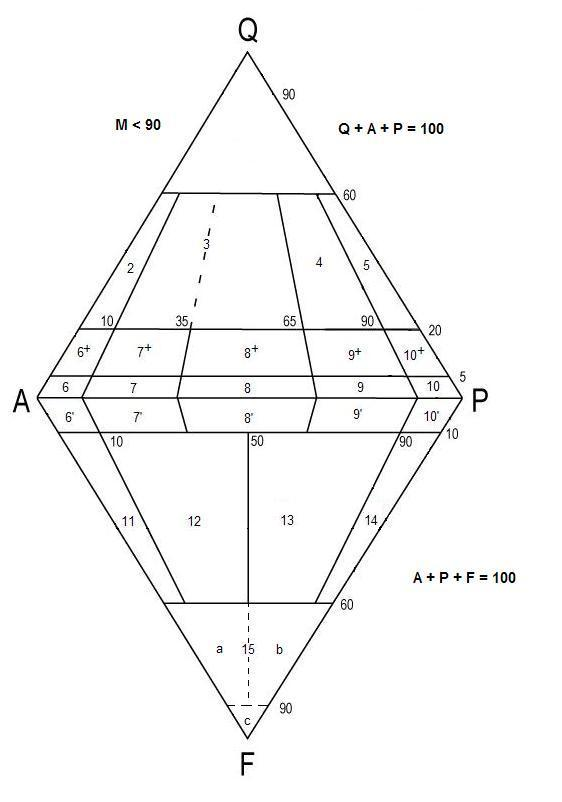
Schemat klasyfikacyjny IUGS skał wulkanicznych na podwójnym trójkącie QAPF

Diagram QAPF dla skał wylewnych jest skonstruowany analogicznie jak dla głębinowych. Klasyfikacja opiera się na proporcjach poszczególnych składników odpowiadającym danym skałom głębinowym. Odpowiedniki wylewne skał głębinowych są ustalane na podstawie składu mineralnego. Diagram QAPF dla skał wylewnych bywa też nazywany diagramem Streckeisena.
- 2 – alkaliczno-skaleniowy ryolit
- 3 – ryolit (liparyt)
- 4 i 5 – dacyt
- 6+ – kwarcowy alkaliczno-skaleniowy trachit
- 7+ – kwarcowy trachit
- 8+ – kwarcowy latyt
- 9+ i 10+ andezyt i bazalt
- 6 – alkaliczno-skaleniowy trachit
- 7 – trachit
- 8 – latyt
- 9 i 10 – andezyt i bazalt
- 6' – foidonośny alkaliczno-skaleniowy trachit
- 7' – foidonośny trachit
- 8' – foidonośny latyt
- 9' i 10' – andezyt i bazalt
- 11 – fonolit
- 12 – tefrytowy fonolit
- 13 – fonolitowy tefryt
- 14 – tefryt i bazanit
- 15a – fonolitowy foidyt
- 15b – tefrytowy foidyt
- 15c – foidyt

## Lamprofiry–skały żyłowe

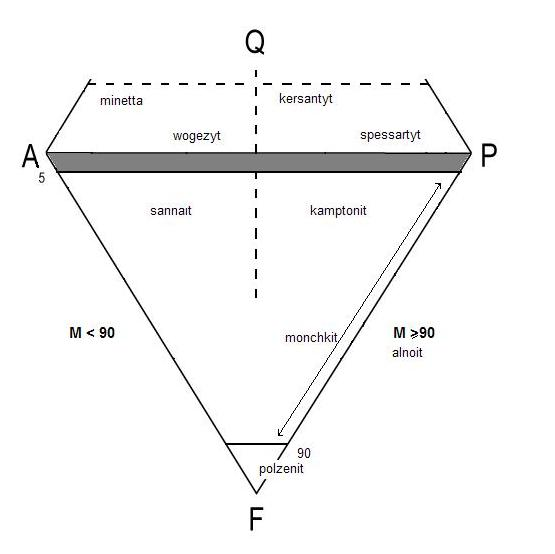
QAPF dla lamprofirów

Strefa zaciemniona oznacza pole wzajemnego przechodzenia skał wymienionych powyżej i poniżej → minetta i wogezyt z sannaitem oraz kersantyt i spesartyt z kamptonitem.
Lamprofiry zostały podzielone na 3 grupy:
- lamprofiry właściwe – minetta, wogezyt, kersantyt, spessartyt,
- lamprofiry alkaliczne – kamptonit, sannait, monchikit,
- lamprofiry ultramaficzne – alnoit, polzenit.

## Inne klasyfikacje
- Dla skał ultramaficznych i gabrowych stosuje się inne diagramy (trójkąty, lub czworoboki) z narożami odpowiadającymi piroksenom rombowym określanym symbolem Opx, jednoskośnym z symbolem Cpx, oliwinom Ol i amfibolom ho.  Osobny artykuł: skały ultramaficzne.  Osobny artykuł: skały gabrowe.

- Dla skał charnockitowych utworzono trójkąt QAP, ze względu na całkowity brak foidów w ich składzie mineralnym. Skały te można klasyfikowac na górnym trójkącie QAP dla skał głębinowych dodając do ich nazw przymiotnik "hiperstenowy".

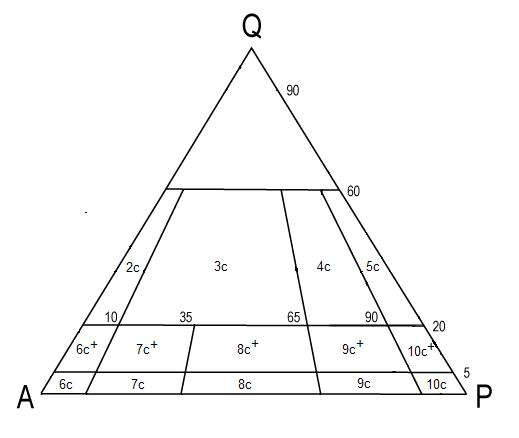
Trójkąt klasyfikacyjny QAP dla czarnokitów

- 2c – alkaliczno-skaleniowy czarnokit
- 3c – czarnokit
- 4c – opdalit
- 5c – enderbit
- 6c+ – hiperstenowo-kwarcowy alkaliczno skaleniowy syenit
- 7c+ – hiperstenowo-kwarcowy monzodioryt
- 8c+ – mangeryt
- 9c+ – hiperstenowo-kwarcowy monzodioryt
- 10c+ – hiperstenowo-kwarcowy dioryt
- 6c – hiperstenowy alkaliczno-skaleniowy syenit
- 7c – hiperstenowy syenit
- 8c – hiperstenowy monzonit (jeśli zawiera mezopertyt określa się go jako mangeryt)
- 9c – jotunit
- 10c – hiperstenowy dioryt